# Circuito Mundial de Voleibol de Praia de 1987
O Circuito Mundial de Voleibol de Praia de 1987 foi a primeira edição da série internacional de vôlei de praia organizada pela Federação Internacional de Voleibol (FIVB). Para a edição 1987, o Circuito incluiu 1 torneio Open apenas para o naipe masculino.

## Calendário

### Feminino
| Torneio                    | Ouro | Prata | Bronze | Quarto lugar |
| Não houve disputa em 1987. |      |       |        |              |

### Masculino
| Torneio                                                                          | Ouro                                       | Prata                                   | Bronze                                        | Quarto lugar                                       |
| Aberto do Rio de Janeiro Rio de Janeiro, Brasil De 17 a 22 de fevereiro de 1987. | Estados UnidosSinjin Smith · Randy Stoklos | Estados UnidosKarch Kiraly · Pat Powers | BrasilRenan Dal Zotto · José Montanaro Júnior | BrasilEdmundo Gonçalves "Edinho" · Bernard Rajzman |

## Quadro de medalhas
| Ordem | País           | Medalha de ouro | Medalha de prata | Medalha de bronze | Total |
| ----- | -------------- | --------------- | ---------------- | ----------------- | ----- |
| 1.    | Estados Unidos | 1               | 1                | 0                 | 2     |
| 2.    | Brasil         | 0               | 1                | 0                 | 1     |